# Jetafe, Bohol
Getafe, cũng gọi là Jetafe, là đô thị hạng 4 ở tỉnh Bohol, Philippines. Theo điều tra dân số năm 2007, đô thị này có dân số 27.852 người.

## Các đơn vị hành chính
Getafe về mặt hành chính được chia thành 24 khu phố (barangay).
| - Alumar - Banacon - Buyog - Cabasakan - Campao Occidental - Campao Oriental - Cangmundo - Carlos P. Garcia - Corte Baud - Handumon - Jagoliao - Jandayan Norte | - Jandayan Sur - Mahanay (Mahanay Island) - Nasingin - Pandanon - Poblacion - Saguise - Salog - San Jose - Santo Niño - Taytay - Tugas - Tulang |

## Sister cities
- Getafe, Tây Ban Nha